# Laakson ratsastusstadion
Das Laakson ratsastusstadion ist ein Reitstadion in der finnischen Hauptstadt Helsinki.
Anlässlich der Olympischen Sommerspiele 1940, welche in Helsinki stattfinden sollten, wurden das Laakson ratsastusstadion sowie die Ruskeasuon ratsastushalli für das Vielseitigkeitsreiten errichtet. Das Laakson ratsastusstadion wurde schließlich 1937 eröffnet. Wegen des Zweiten Weltkrieges konnten die Spiele jedoch nicht abgehalten werden. Während der Olympischen Sommerspiele 1952 wurde dann auf der Anlage das Vielseitigkeitsreiten ausgetragen.
1989 wurde die alte Holztribüne durch einen Brand zerstört und 2000 durch einen Neubau ersetzt.